# 桑树塬乡
桑树塬乡是中国陕西省宝鸡市麟游县下辖的一个乡。

## 行政区划
桑树塬乡下辖以下行政区：
桑树塬村、土桥村、丰塬村、富家坪村